# (6471) Collins
(6471) Collins (1983 EB1) – planetoida z grupy pasa głównego asteroid okrążająca Słońce w ciągu 3,8 lat w średniej odległości 2,43 au Odkryta 4 marca 1983 roku.